# 花咲Workspring！
《花咲Workspring！》是SAGA PLANETS在2015年3月27日發售的戀愛冒險類型成人遊戲。2017年4月27日由ENTERGRAM發售PlayStation Vita版本，2017年7月7日由發售Android和iOS版，2023年7月27日發售任天堂Switch版。

## 故事簡介
一直過著懶散生活的花咲遊真，某天在學校發現了「幽靈社」的社團教室，並被學姐玖音彩乃任命為社長。之後遊真為了不讓人數不足的幽靈社被廢社而開始尋找社員。

## 登場角色

### 主要角色
花咲遊真
作品男主角，鈴丘學園二年級生。一直都過著懶散生活。
不知火祈（聲：遙空）
鈴丘學園二年級女學生，目前正在體驗入學，但幾乎沒有在教室上課。個性冷淡、言語刻薄，因而有「鈴丘的雪女」之稱。
玖音彩乃
鈴丘學園三年級女學生，是學園中留級最多年的人。小時候就被稱為天才，考試都名列前茅，在校內相當有名。
琴吹光
鈴丘學園一年級女學生，遊真的學妹，對遊真一見鍾情，告白後被遊真拒絕，但仍對遊真抱持好感，知道遊真加入幽靈社後積極參加幽靈社的活動。
擅長各種家事，和遊真的妹妹乃乃香是上同一個料理教室的好友。
空森若葉（聲：澤澤砂羽）
鈴丘學園二年級女學生，遊真的同班同學，與由真和翔太是好友。分類委員會的成員，一直想要遊真加入分類委員會。

### 其他角色
上月柑南（聲：海原艾利娜）
可攻略角色，鈴丘學園二年級女學生，遊真的同班同學。在若葉家工作的女僕，並擔任若葉的隨從。
花咲乃乃香
可攻略角色，遊真的妹妹，與遊真並沒有血緣關係。喜歡照顧人且擅長家事，經常被學校的男生告白但都拒絕。
山下久美（聲：松田理沙）
遊真的班導師，因為身材嬌小經常被認成學生，擅長飲酒。
芥川翔太（聲：銀二郎）
鈴丘學園二年級男學生，遊真的同班同學與好友。經常被女同學告白，但本人因為喜歡成熟女性而全部拒絕。
權田橋晉作
分類委員會的委員長、文武雙全且有禮貌的優等生。
柚木真子
鈴丘學園二年級女學生，遊真的同班同學，在多個社團擔任幫手。實際上是分類委員會的委員，負責秘密調查各個社團的不正當行為。

## 主題曲
片頭曲「Girl meets Love」
作詞：，作曲、編曲：山口朗彥，主唱：片霧烈火＆鈴湯
片尾曲
作詞、主唱：冰青，作曲、編曲：Meis Clauson
大結局片尾曲「precious time」
作詞：m@o，作曲：八木沼悟志，編曲：八木沼悟志、川崎海，主唱：fripSide

## 評價
《花咲Workspring！》在Getchu.com舉辦的美少女遊戲大賞2015中獲得綜合部門第9名、繪圖部門第8名、音樂部門第2名、影片部門第7名、角色部門花咲乃乃香第3名、不知火祈第6名、玖音彩乃第8名與空森若葉第11名。於2015年度「萌系遊戲大賞」獲得準大賞與主題曲賞，並於年間排名獲得第4名。

## 外部連結
- 花咲Workspring！遊戲官網 （页面存档备份，存于）（日語）
- PSV/PS4/NS版本遊戲官網 （页面存档备份，存于）（日語）
- APP版本遊戲官網 （页面存档备份，存于）（日語）